# Westerpoort (Hoorn)
De Westerpoort was een stadspoort in de Nederlandse stad Hoorn (Noord-Holland). De naam Westerpoort is een naam die op drie afzonderlijke poorten slaat. De eerste Westerpoort werd in 1415 of 1416 gebouwd en in 1502 vervangen, deze poort werd in 1806 gesloopt. In 1807 werd de laatste poort in gebruik genomen, deze bleef tot 1872 in gebruik. In het plaveisel voor de huidige schouwburg Het Park is aangegeven waar de eerste Westerpoort gestaan heeft. In een laag muurtje, rondom een boom, is eveneens een plaquette geplaatst met daarop een reproductie van een tekening van de Westerpoort.

## Geschiedenis

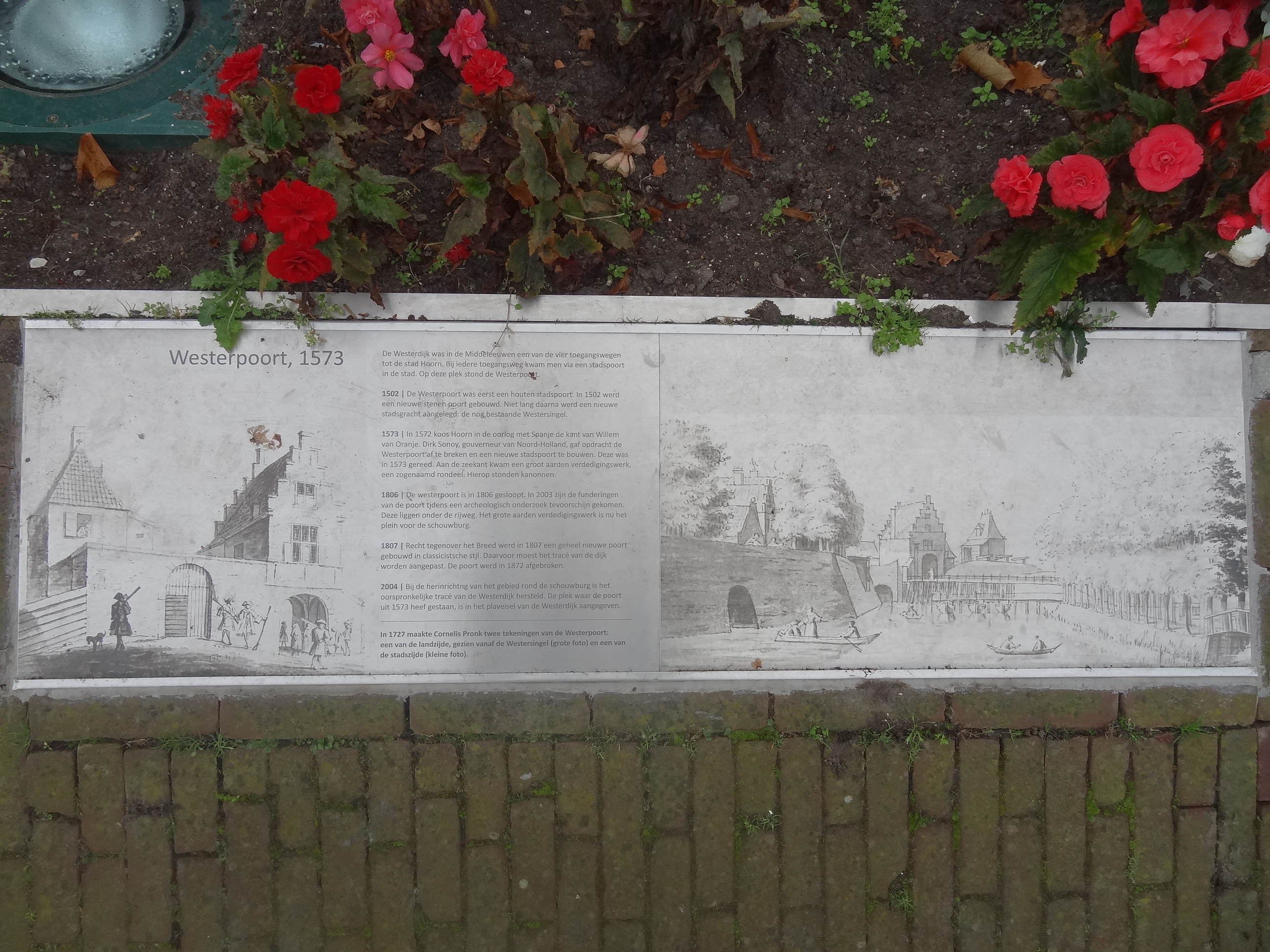
Plaquette tonende twee afbeeldingen van de eerste Westerpoort nabij schouwburg Het Park.

Een eerste Westerpoort is rond dezelfde tijd als de eerste stadsmuren gebouwd, ergens rond 1415 / 1416 werd deze poort gebouwd. Het materiaal is niet bekend, wel is bekend dat in 1502 een stenen poort de plaats van de eerste poort in nam. Deze poort bestond uit een stenen poortgebouw, een rondeel en een houten brug. In een burgemeestersrekening uit 1502 blijkt dat er veel stenen zijn besteld die zeer waarschijnlijk voor de nieuwe Westerpoort en Noorderpoort waren. In de houten brug was ook een voorstelling van Lambert Melisz aangebracht die zijn moeder van de Spanjaarden redde. Later werd een gevelsteen gemaakt met dezelfde voorstelling. Het houten paneel bevindt zich in het Westfries Museum, de gevelsteen is bij een brand verwoest. Deze tweede poort werd in 1806 vervangen door een nieuwe poort. De derde poort heeft tot 1872 dienstgedaan.
Tijdens archeologisch onderzoek in 2003 werd, op de laatste dag van het onderzoek, door de Archeologische West-Friesland een deel van het rondeel ontdekt, dit stak uit in wat toen de Zuiderzee was. Er werden zware palen en balken met een laag puin gevonden, dit was de fundering van het rondeel. De eikenhouten palen waren afkomstig van het terrein van klooster Nieuwlicht in Blokker. Het klooster werd in 1573 afgebroken om te voorkomen dat de Spanjaarden mogelijk er een uitvalsbasis zouden vestigen om gedurende de oorlog de stad Hoorn aan te kunnen vallen.
Op 26 april 2006 werd nabij Schouwburg Het Park een plaquette onthuld waarop de tweede Westerpoort afgebeeld staat, zoals deze in 1727 getekend werd door Cornelis Pronk. Deze plaquette is daar geplaatst naar aanleiding van een archeologisch onderzoek dat in 2003 werd uitgevoerd. Een verslag naar aanleiding van de opgraving werd aan de wethouder aangeboden. Het onderzoek werd verplicht door de provincie Noord-Holland omdat de gemeente het tracé van de Westerdijk aan wilde passen. Een andere verplichting die de provincie stelde was dat de locatie van de Westerpoort in het wegdek zichtbaar moest worden, mits uit de opgravingen de locatie bekend was geworden. Deze locatie kon bepaald worden doordat resten van de fundering van onder andere het poortgebouw gevonden werden, deze waren zo duidelijk dat er een reconstructie van gemaakt kon worden. Ook de resten van de funderingen van de poort, een rondeel en van de bruggenhoofden werden gevonden.
Mogelijk zijn natuurstenen blokken van de eerste stenen poort teruggevonden bij dijkwerkzaamheden, baggerwerk voor het aanleggen van een stadsstrand voor de kust van de Grote Waal, in de zomer van 2021. Voor de kust van Hoorn, in het Hoornse Hop werden onder andere bewerkte hardstenen blokken naar boven gehaald. De blokken zijn zeer waarschijnlijk van zowel de poort als de kade die aan de Westerdijk lag. Een aantal blokken heeft ook gebeitelde telmerken, vergelijkbaar met die in de Oude Kerk in Delft en de Lebuïnuskerk in Deventer. Wanneer de stenen in de Zuiderzee zijn geworpen is niet bekend. Mogelijk in 1573, het jaar nadat de poort was afgebroken, maar 1806 is ook mogelijk, dat jaar werd de derde poort afgebroken en een nieuwe van bakstenen gebouwd.

## Trivia
- Bij de Westerpoort kwamen ook de trekschuiten uit Purmerend, Edam, Monnickendam, Amsterdam (Zesstedenvaart) en Alkmaar aan. Een pand op het Breed herinnert hier nog aan: De Gekroonde Jaagschuit. Tegenover dat pand stond ooit ook de Vergulde Jaagschuit.